# Clima de relevo
No Clima de relevo, a pressão diminui com a altitude.
Esta regra faz com que a pressão seja maior na base de uma montanha e menor no topo.
Este fato deve-se à menor coluna de ar existente entre a superfície terrestre e o limite superior da atmosfera, bem como à menor densidade do ar em altitude devido à rarefacção do ar.
Portugal é um prolongamento das formações montanhosas da Península Ibérica. Na sua fisionomia distinguem-se dois tipos de relevo: a Sul e a Norte do rio Tejo. A paisagem varia muito de região para região: existem lugares montanhosos com vales profundos, regiões com extensos planaltos, zonas de vastas planícies. A Norte, o relevo é mais acidentado, sendo o terreno escarpado e cortado por vales profundos. A erosão decorrente de fenómenos atmosféricos esculpiu as elevações de terreno, dando-lhes um cunho distinto das da paisagem espanhola.
Entre os rios Minho e Douro estende-se uma cadeia montanhosa, que se ramifica até à linha da costa, deixando uma estreita faixa ribeirinha. Entre o Douro e o Tejo elevam-se os picos mais elevados, a Serra do Marão e a Serra da Estrela.